# Буман, Райнер
Райнер Буман (нем. Rainer Buhmann; 20 февраля 1981, Лаймен) — немецкий шахматист, гроссмейстер (2007).
Чемпион Германии 2018 г.
Победитель XVIII командного чемпионата Европы в составе команды Германии (2011).
В составе сборной Германии (в 2008 году представлял 3-ю команду) участник 2-х Олимпиад (2008—2010) и 3-х командных чемпионатов Европы (2001, 2007, 2011).

## Изменения рейтинга
| Графики недоступны из-за технических проблем. См. информацию на Фабрикаторе и на mediawiki.org. |